# Антоницький Іван Володимирович
Антоницький Іван Володимирович (нар. 10 червня 1983, Кам'янець-Подільський) — бандурист.

## Біографія
Закінчив Кам'янець-Подільську музичну школу (педагог С. В. Чабан). В його репертуарі (голос тенор) українські народні пісні. Член Національної Спілки Кобзарів України (Кам'янець-Подільське відділення).

## Репертуар

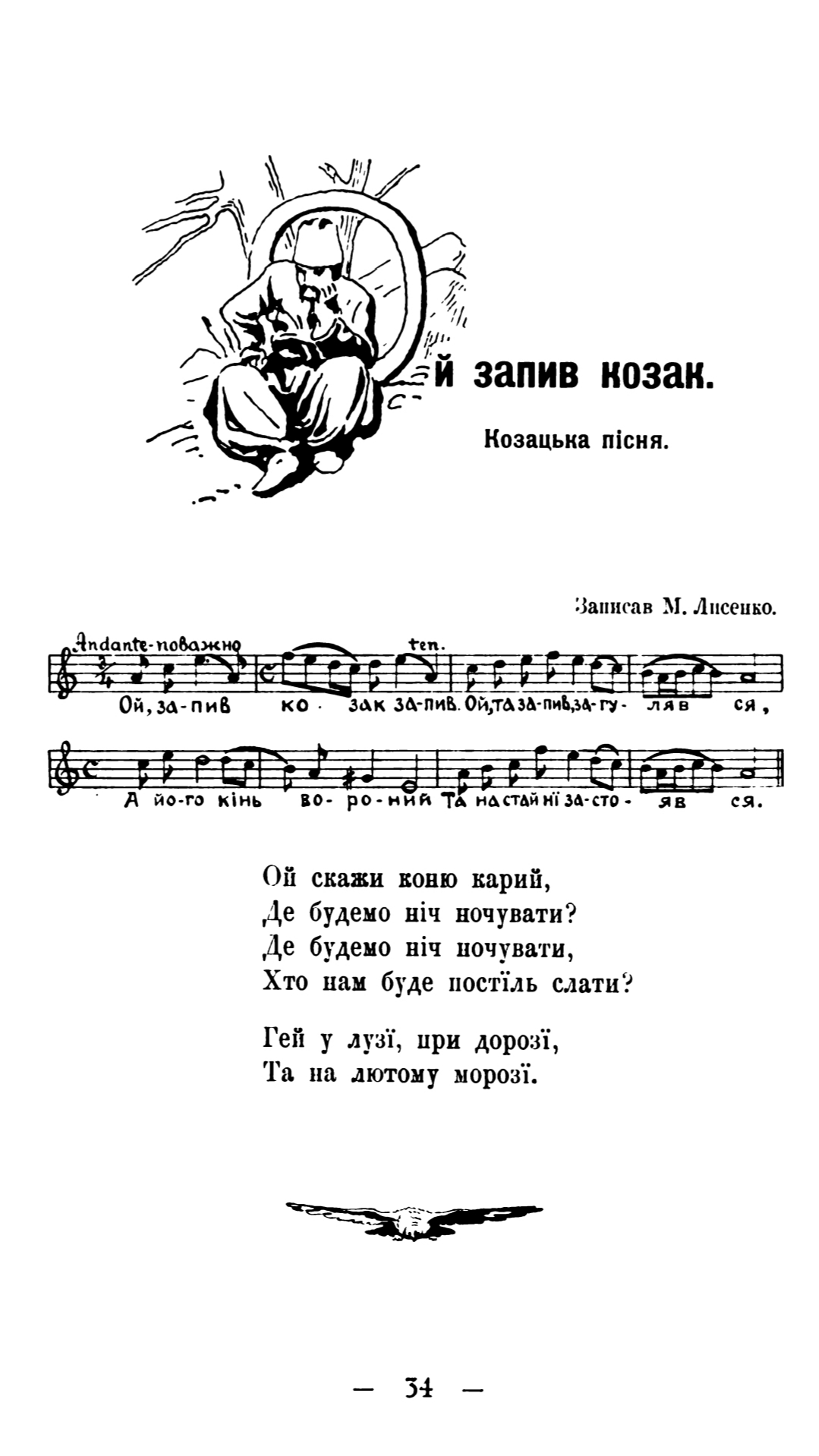
Українська народна пісня «Ой запив козак, запив». Музика Миколи Лисенка. З віденського видання 1916 року.

- «Всякому городу нрав і права» Г. Сковороди,
- «Де Крим за горами»,
- «Вечір надворі»,
- «Ой, запив козак»,
- «Ген на горі та женці жнуть»,
- «Там під Львівським замком»,
- «Плач невільників» Т. Шевченка,
- «Ой, не гаразд запорожці» Я. Степового.

Інструментальні твори: «Горлиця», «Гопак» та інші.